# Filippo Giorgi
Filippo Giorgi (* 1959 in Sulmona) ist ein italienischer Klimatologe.

## Leben
Giorgi studierte bis 1982 an der Universität in L’Aquila Physik mit dem Schwerpunkt Atmosphärenphysik. Im Anschluss daran wechselte er an das Georgia Institute of Technology in Atlanta und erhielt dort 1986 einen Ph. D. mit einer Arbeit über Atmosphärenmodelle. Von 1987 bis 1998 war er als Forscher am National Center for Atmospheric Research in Boulder tätig. Er wechselte dann zum International Centre for Theoretical Physics in Triest, wo er seit 2002 Leiter der wissenschaftlichen Programme ist.

## Wirken
Wegen seiner Forschungen wurde Giorgi 2001 in das Intergovernmental Panel on Climate Change berufen und war als Vice-Chair der Arbeitsgruppe I „The Physical Science Basis“ in verantwortlicher Position an der Erstellung des Dritten Sachstandsberichts im Jahr 2001 und des Vierten Sachstandsberichts im Jahr 2007 beteiligt.

## Auszeichnungen
Für 2018 wurde Giorgi die Alexander von Humboldt Medal der EGU zugesprochen.

## Veröffentlichungen
- Filippo Giorgi (2006). Climate change hot‐spots. Geophysical Research Letters, 33(8). doi:10.1029/2006GL025734
- Filippo Giorgi und Piero Lionello (2008). Climate change projections for the Mediterranean region. Global and Planetary Change, 63(2–3), 90–104. doi:10.1016/j.gloplacha.2007.09.005
- Daniela Jacob, Lars Bärring, Ole Bøssing Christensen, Jens Hesselbjerg Christensen, Manuel De Castro, Michel Deque, Filippo Giorgi, Stefan Hagemann, Martin Hirschi, Richard Jones, Erik Kjellström, Geert Lenderink, Burkhardt Rockel, Enrique Sánchez, Christoph Schaer, Sonia Seneviratne, Samuel Somot, Aad Van Ulden und Bart Van Den Hurk (2007). An inter-comparison of regional climate models for Europe: model performance in present-day climate. Climatic Change, 81(1), 31–52. doi:10.1007/s10584-006-9213-4